# (35040) 1981 EV33
1981 EV33 (asteroide 35040) é um asteroide da cintura principal. Possui uma excentricidade de 0.05861760 e uma inclinação de 21.94571º.
Este asteroide foi descoberto no dia 1 de março de 1981 por Schelte J. Bus em Siding Spring.